# 陸軍第6軍団指揮部 (中華民国)
陸軍第6軍団指揮部（英語: 6th Army Command）は、中華民国陸軍の軍団の一つ。陸軍第一野戦軍団を前身とする。軍団本部所在地は桃園市中壢区。

## 編制

### 直属部隊
- 第21砲兵指揮部「金鷹部隊」- 桃園中壢
- 第33化兵群 - 桃園中壢
- 第53工兵群 - 桃園八徳
- 第73資電群 - 桃園中壢

### 所属部隊
- 關渡地区指揮部「虎嘯部隊」 - 台北關渡
- 蘭陽地区指揮部「黃龍部隊」 - 宜蘭三星
- 第269機械化歩兵旅団「雄獅部隊」 - 桃園楊梅
- 第542機甲旅団「迅雷部隊」 - 新竹湖口
- 第584機甲旅団「登歩部隊」 - 新竹湖口
- 第153歩兵旅団「翔龍部隊」 - 宜蘭金六結
- 第206歩兵旅団「威武部隊」 - 新竹関西
- 第109歩兵旅団「虎躍部隊」 - 桃園楊梅